# Naúmovski
Naúmovski (en rus: Наумовский) és un poble (una khútor) de l'óblast de Rostov, a Rússia, segons el cens rus del 2010 tenia 498 habitants.